# Institut automobile du Mans
 (septembre 2024).
 (septembre 2024).
L'Institut automobile du Mans est une structure de développement économique basé au Mans (ce n'est pas un organisme de formation). Il est le représentant officiel de la filière automobile de la région des Pays de la Loire avec pour vocation le développement socio-économique de la filière automobile ligérienne (au sens large : auto, moto et camion). Il a été créé en 2005 sous l'impulsion du Conseil régional des Pays de la Loire. Les membres fondateurs, en plus de la région Pays de la Loire, sont : le département de la Sarthe, le Mans Métropole, l'État représenté par la préfecture de la Sarthe et le rectorat de l'Académie de Nantes, la Chambre de commerce et d'industrie du Mans et de la Sarthe et la Fédération française du sport automobile. 
L'Institut automobile du Mans est l'Association régionale de l'industrie automobile (ARIA) de la région des Pays de la Loire en relation avec la Plateforme de la filière automobile (PFA) mise en place à la suite des États Généraux de l'Automobile et fait partie du réseau CARIA (Club des ARIA) regroupant toutes les ARIA de France. 
L’Institut automobile du Mans, créé sous forme associative sur le Technoparc des 24 Heures du Mans, met en réseau les entreprises de la filière automobile régionale, les accompagne dans leurs développements industriels et favorise l'émergence de grappes d'entreprises. 
L'Institut automobile du Mans aide les entreprises à améliorer leur performance interne (notamment avec les méthodes d'amélioration continue) et fournit de l'information à ses adhérents qui peut les aider à élaborer leur stratégie (en particulier par le biais de l'intelligence économique).
En s'appuyant sur son réseau, cette association favorise les mises en relation entre adhérents, les réflexions sur les ressources mutualisées et l'émergence d'alliances et/ou de projets collectifs.
Pour tout ce qui touche à l'innovation, l'Institut automobile du Mans travaille en étroite collaboration avec les centres techniques, les laboratoires de recherche ou les pôles de compétitivité régionaux.
Depuis septembre 2009, il héberge une Plate-forme régionale d'innovation (PRI) Calcul intensif et simulation numérique automobile (CISNA), financée par la Région des Pays de la Loire et le FEDER régional, qui mutualise des moyens matériels et logiciels au profit des entreprises de la filière automobile régionale.